# سفرهای من و خاله‌ام
«سفرهای من و خاله‌ام» (انگلیسی: Travels with My Aunt) یک کتاب از گراهام گرین است.